# Virginia Tech Hokies

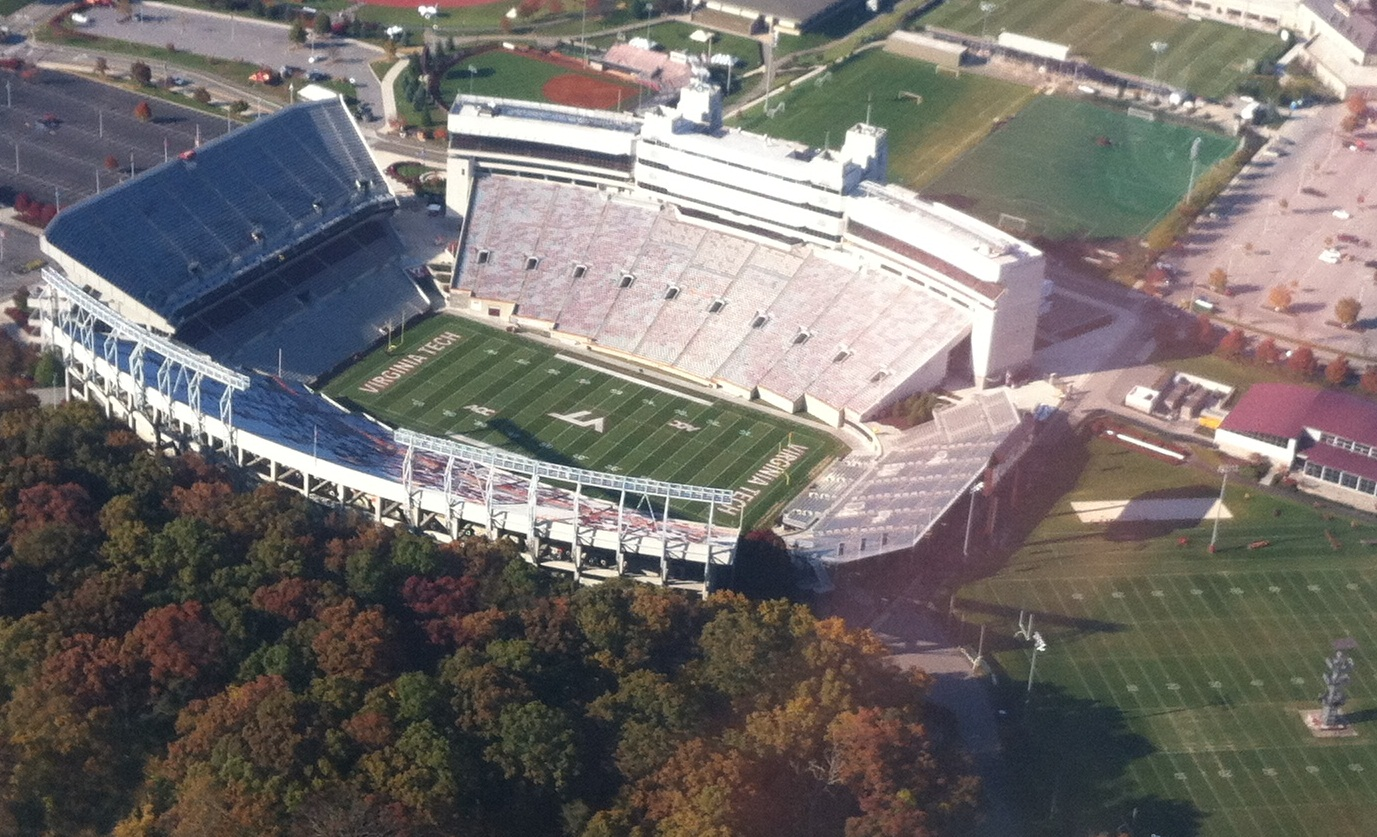
Lane Stadium.

Virginia Tech Hokies (español: Hokies del Tecnológico de Virginia) es la denominación que reciben los equipos deportivos del Instituto Politécnico y Universidad Estatal de Virginia, conocido como "Virginia Tech". Los Hokies participan en las competiciones universitarias organizadas por la NCAA, y forman parte de la Atlantic Coast Conference desde 2004. Anteriormente pertenecieron a la Big East Conference.

## Nombre, Origin e Historia
Los equipos de deportes de "Virginia Tech" se llaman "Hokies". La palabra Hokie se originó del cántico que fue creado en 1896 por O. M. Stull para un concurso que se celebró para eliger un cántico nuevo cuando se cambió el nombre de la universidad. Stull recibió $5 por ganar. Originalmente se decía así, 
Hoki, Hoki, Hoki, Hy.
Techs, Techs, V.P.I.
Sola-Rex, Sola-Rah.
Polytechs - Vir-gin-ia.
Rae, Ri, V.P.I.
Pero más tarde la phrase "Team! Team! Team!" fue añadido al fin y un "e" fue añadido al fin de "Hoki".
Stull más tarde dijo que inventó la palabra para capturar la attención. Aunque tal vez no lo sabía, "hokie" había existado por lo menos desde 1842. Según Johann Norstedt, ahora un professor retirado de íngles de Virginia Tech, "Hokie" era una palabra que la gente usaba para expresar los sentimientos, las emociones, y sorpresa.
Los colores oficiales de la universidad - Granate y Naranja - también fueran introducido en 1896 por una comisión que los eligió porque la mezcla de los dos era único en esa época. La mascota de la universidad es el "Hokie Bird" un animal similar a un pavo. Los equipos originalmente se conocía como los "pavos luchando" y el pavo se quedó a pesar del cambio del nombre.

## Fútbol americano
El equipo de fútbol americano fue fundado en 1892, y desde entonces ha conseguido cinco campeonatos de conferencia y uno de división. En la temporada de 1999 disputó el Sugar Bowl de las Bowl Championship Series, que era la final del campeonato nacional, pero perdió ante los Florida State Seminoles por 46 a 29.

## Baloncesto masculino
El equipo de baloncesto masculino ganó la NIT dos veces, en 1973 y 1995, y se han clasificado 9 veces para la fase final de la NCAA (1967, 1976, 1979, 1980, 1985, 1986, 1996, 2007 y 2017). 

### Números retirados
| Nombre        | Número | Posición | Carrera tras Virginia Tech |
| Bimbo Coles   | 12     | G        | Participó en el equipo olímpico de Estados Unidos en 1988. Seleccionado en 2.ª ronda del Draft de la NBA de 1990 por Sacramento Kings. Jugó 14 temporadas en la liga. |
| Ace Custis    | 20     | F        | Actualmente entrenador asistente en Virginia State. |
| Dell Curry    | 30     | G        | Seleccionado en 1.ª Ronda del Draft de la NBA de 1986 por Utah Jazz. Jugó 16 temporadas en la NBA con cinco equipos diferentes.                                       |
| Allan Bristow | 44     | F        | Jugó en la NBA diez años, y fue el tercer entrenador en la historia de Charlotte Hornets.                                                                             |